# Зайцев В'ячеслав Михайлович
В'ячеслáв Михáйлович Зáйцев (при народженні Кокýрін; 2 березня 1938 року, Іваново, РРФСР, СРСР — 30 квітня 2023, Москва, Росія) — радянський і російський художник-модельєр, живописець і графік; лауреат Державної премії Росії (1996). Народний художник Російської Федерації (2006).

## Біографія
В'ячеслав Зайцев народився 2 березня 1938 року в Іванові в родині робітників Михайла Яковича Зайцева (1910 - 1994) та Марії Іванівни Кокуріної (1906—1978), батько пішов на війну, коли Славі було 3 роки, потрапив у полон, втік з полону, дійшов до Берліна, але після війни його посадили, як зрадника Батьківщини. Батька випустили, коли В'ячеславу було 20 років. В'ячеслав і його старший брат Володимир носили мамине прізвище Кокурін. Батьки оформили шлюб, коли батько повернувся з таборів. Після смерті матері батько знайшов іншу жінку, В'ячеслав дбав про нього до кінця його життя. У В'ячеслава був старший брат Володимир, який на той час вже помер, брат відсидів у в'язниці десять років: спочатку викрав велосипед, пізніше заступився за друга і побив міліціонера. Брат працював на заводі, куди його влаштував В'ячеслав, зарплату пропивав.
У 1945 році В'ячеслав вступив до Іванівської середньої школи № 22, а в 1952 році почав навчання в Іванівському хіміко-технологічному технікумі, який закінчив у 1956 році за спеціальністю художника текстильного малюнка.
У 1962 році, після закінчення Московського текстильного інституту з відзнакою, В'ячеслав Михайлович був розподілений на експериментально-технічну швейну фабрику Мособлсовнаргоспу в Бабушкінському районі і призначений її художнім керівником. На самому початку діяльності Зайцев створив колекцію спецодягу для жінок-працівниць області та села, яка була відкинута методичною радою.
Незабаром її опублікував журнал «Парі Матч» зі статтею «він диктує моду Москві». Через три роки, в 1965 році автора колекції, яка так і не побачила світ, за цією статтею розшукали П'єр Карден і Марк Боан (Dior). За час, що передував зустрічі, В. М. Зайцев зумів проявити себе настільки переконливо у створенні модного жіночого одягу для торгової мережі столиці та області, що був запрошений на посаду художнього керівника експериментально-технічного цеху загальносоюзного Будинку моделей одягу на Кузнецькому мосту. Ознайомившись з творчістю свого молодого колеги з СРСР, відомі паризькі кутюр'є, в тому числі і присутній на зустрічі Гі Лярош, фактично визнали його своїм гідним побратимом за професією. Результатом їх зустрічі стала стаття «Королі моди» в газеті WWD.
Однак «рівним серед рівних», як називають себе обрані майстри моди світу, що належать до Мезон де Кутюр в Парижі, В. М. Зайцев став майже через чверть століття, в рік свого п'ятдесятиріччя (1988) — до 1986 року він був позбавлений можливості виїзду в капіталістичні країни. В ОДМО на Кузнецькому мосту В. М. Зайцев пропрацював тринадцять років на посаді заступника художнього керівника ОДМО, яким був з 1972 по 1978 рік.
Результатом роботи В. М. Зайцева В ОДМО з'явилися: демонстрація його знаменитої «Російської серії» (1965—1968), колекції з російських народних мотивів з Іванівських ситців (1976) та інших пропозицій у складі зведених колекцій ОДМО за кордоном (в США, Канада, Японія. Франція, Югославія, Італія і багатьох інших країнах), але ці покази, принципово важливі для творчої діяльності художника, завжди проходили без участі автора.
У 1967 році В. М. Зайцев отримав Гран-прі за сукню під девізом «Росія» на Всесвітньому фестивалі моди в Москві. Саме в даний період В. М. Зайцев почав сприйматися на Заході як лідер радянської моди, йому було присвоєно в західній пресі імені «Червоний Діор», яке підкреслювало органічний зв'язок унікального мистецтва модельєра з найкращими традиціями світової моди.
У 1974 році чехословацький журнал «Квети» в «Огляді моди за 100 років» у галереї портретів видатних художників моди світу (Фредерік Ворт, Поль Пуаре, Габріель Шанель, Крістіан Діор) поруч з ім'ям Діора називає ім'я В'ячеслава Зайцева.
Однак, будучи дуже вимогливим до себе і незадоволеним результатами своєї праці в ОДМО, незважаючи на тривалі зусилля очолюваних ним художників по з'єднанню моди з життям, він розлучається з роботою, якій віддав довгі роки. Його доводи прості: при сформованій системі багатоступеневих рад, Державного стандарту і відсутності модної індустрії, моделі спотворюють авторський задум і застарівають у виробництві, ще не дійшовши до споживача, тому праця модельєра неефективна, а гасло «одягнемо всіх!» не має в собі правди.
Багато його проектів знаходили підтримку за кордоном. Наприклад, в 1976 році відома Чехословацька фірма «Яблонекс» прийняла його авторську роботу-ескізи біжутерії, пов'язуючи їх здійснення з прикрасою його ж напрямних колекцій. Наслідком цього з'явилися персональні виставки В. М. Зайцева в Яблонці, Брно і Карлових Варах.
Покинувши Будинок моделей одягу на Кузнецькому мосту, він незабаром пов'язав себе з фабрикою № 19 індпошиву, на базі якої працював над модним асортиментом відкритого Будинку моди на проспекті Миру, 21, художнім керівником якого став у 1982 році, а в 1988 році на загальних зборах колективу одноголосно обраний його директором. Саме тут з 1982 року і донині майстер створює відомі далеко за межами СРСР та Росії авторські колекції моделей Pret-a-Porter і Haute Couture, постійно займаючись пошуком стилю своєї фірми, того стилю, що відрізняє і робить впізнаваними будь-які вироби В. М. Зайцева.
У числі найбільш відомих колекцій майстра:
- "1000-річчя Хрещення Русі «(1987—1988) — показана в Нью-Йорку та Парижі,
- „Російські сезони в Парижі“ (1988) — показана в Парижі,
- колекція моделей одягу з європейських тканин — 1988) — показана в Мюнхен,
- колекція моделей чоловічої моди (1989) — показана під Флоренцієяю на Тижні чоловічої моди,
- колекція моделей жіночого одягу з вітчизняних тканин — 1990) — показана в Токіо на саміті „П'ять видатних художників моди світу“.

Показані в Москві, Росії та ближньому зарубіжжі колекції:
- „Агонія перебудови“ (1990—1991),
- „Ностальгія за красою“ (1992—1993),
- „Марення“ (1993—1994),
- „Спогад про майбутнє“ (1994—1995),
- „Пробудження“ (1995—1996),
- „Чума“ (1995—1996),
- „Як молоді ми будемо“ (1996—1997),
- „Спокуса“ (1997),
- „Подія“ (1997—1998),
- „Гортаючи пам'яті сторінки“ (1998—1999),
- „Прозріння“ — перша колекція з хутра в Росії (1999),
- колекція прет-а-порте і Кутюр сезону весна-літо 2000—2001 (1999),
- „Таємниці гармонії“ (2000),
- прет-а-порте класу люкс 2001 (2000),
- „Посвята“ (2001),
- прет-а-порте 2002 (2001),
- „Навала“ (2002),
- прет-а-порте 2003 (2002),
- „Дивертисмент“ (2003),
- прет-а-порте 2004 (2003),
- „Ностальгія за часами пішли“ (2004),
- „Імпровізація“ — прет-а-порте 2005,
- „Таємниці спокуси“ (2005),
- прет-а-порте де люкс 2006 (2005),
- „Гра з…“ (2006),
- „Фантасмагорія“ (2006),
- „Витік“ (2008) тощо.

Всі колекції мають велику вітчизняну та зарубіжну пресу.
Високий авторитет В. М. Зайцева і його активна громадська позиція надають цій діяльності цілеспрямований характер, сприяючи професійному вихованню модельєрів, педагогів та учнів швейної галузі, залученню творчих і технічних кадрів до проблематики моди. У багатьох десятках міст Росії під головуванням В. М. Зайцева проходять семінари, симпозіуми, фестивалі моди.
Поряд з модою серйозну увагу у своїй творчості В. М. Зайцев приділяє живопису і малюнку. Станкове мистецтво модельєра не є підсобним засобом моди: воно має самостійну художню цінність. Високоестетична пластика В. М. Зайцева висловлює узагальнені філософські поняття, асоціації, а частіше: почуття, настрої, відчуття автора. Матеріали, яким він віддає перевагу — пастель, олівець, фломастер.
Персональні виставки В. М. Зайцева неодноразово проходили в США (Нью-Йорк, Сан-Франциско, Лос-Анджелесі), в Бельгії (Берзель, Кортрек), в Естонії (Таллінн). П'ять живописних і графічних творів В. М. Зайцева належать Державній Третьяковській галереї. Моделі з колекції „Як молоді ми будемо“ придбані Музеєм історії Москви.
Довга робота в театрі зі створення костюмів зблизила художника з багатьма видатними акторами, серед яких були і є: Марія Бабанова, Любов Орлова, Ангеліна Степанова, Марк Прудкін, Михайло Ульянов, Володимир Зельдін, Андрій Миронов, Віра Васильєва, Юлія Борисова, Людмила Максакова, Маріанна і Анастасія Вертинські, Тетяна Лаврова, Галина Волчек, Марина Неєлова, Аліса Фрейндліх і багато інших.
У 1988 році В. М. Зайцев виконав костюми для солістів одного з бродвейських театрів, який поставив мюзикл на музику Дюка Еллінгтона „Софістікейтед лейдіз“.
Як художник костюмів В. М. Зайцев брав участь у постановці фільмів на студіях „Мосфільм“ та імені Максима Горького: „Фокусник“, „Тримайся за хмари“, „Здрастуй, цирк“, „Безіменна зірка“.
Тривалий час В. М. Зайцев працює над створенням костюмів для зірок естради і чемпіонів фігурного катання „одягав“ членів радянської спортивної делегації на Олімпіаді-1980 і створював нову уніформу для радянської міліції.
Із 1989 року створив безліч костюмів для групи На-На, з керівником групи, Барі Алібасовим співпрацював багато років, ще з 1970-х, створив колекцію костюмів для його рок-групи „Інтеграл“.
В. М. Зайцев надзвичайно популярний: його ім'я 40 років пов'язано з модою. У світовому мистецтві моди він займає своє власне місце художника і творчої особистості. Всі ці роки йому по праву належить першість у вітчизняній моді.
У 1992 році видавництво Агентства друку „Новини“ випустило англійською мовою книгу про життя і творчість В. М. Зайцева „Ностальгія за красою“ (автор Л. Яралова).
Його авторству належать дві книги-бестселери 1980-х рр.: „Така мінлива мода“ (вид. „Молода гвардія“) і „Цей багатоликий світ моди“ (вид. „Радянська Росія“) — обидві побачили світ у 1980 році і в 1983 році були перевидані в Болгарії та Чехословаччині.
ініціатор та піклувальник конкурсу „Талант“, Іваново.
У березні 2006 року видавництво „Мистецтво XXI століття“ випустило книгу-альбом „Слава Зайцев. Таємниці Спокуси“»
З 30 липня 2007 по 20 листопада 2009 року вів телевізійну передачу «Модний вирок» на «Першому каналі».
З 2009 року В'ячеслав Зайцев-голова журі Міжнародного фестивалю моди «Губернський стиль».
У березні 2013 року до 75-річчя метра Видавнича група Navona випустила книгу Сергія Єсіна «Слава зайців: Майстер і натхнення».
У 2017 році Видавничий дім «Ексмо АСТ» випустив автобіографічну книгу В'ячеслава Зайцева «Мода. Мій дім».
В. М. Зайцев-Почесний громадянин Парижа і Почесний громадянин свого рідного міста Іваново.

### Сім'я
- Перша дружина — Марина (художниця, член Московської спілки художників, дочка балерини з театру Станіславського і військового льотчика (шлюб тривав 9 років).
- Друга дружина — Інна (жив з нею один рік після розлучення з першою дружиною).
- Син — Єгор Зайцев (1961—2024), дизайнер, член-кореспондент РАМ. Онуки — Марія (нар. 1 грудня 1993), Анастасія (нар. 13 серпня 2008).

### Хвороба
У 2016 році у В'ячеслава Зайцева виникла хвороба Паркінсона і почалися проблеми з суглобами. За минулі чотири роки стан Зайцева помітно погіршився. Він проживає в триповерховому особняку і через стан здоров'я майже нікуди з нього не виходить, не відвідуючи світські заходи і модні покази.

## Коллекціографія
1. 1963 — Колекція спецодягу для робітниць області і села, 1962 (відкинута Методичною радою ОДМО, стаття «Він диктує моду в Москві», журнал «Paris Match»).
2. 1965—1968 — «Російська серія», (покази ОДМО в США, Канаді, Японії без присутності автора).
3. 1969 — Колекція моделей жіночого одягу з тканин на основі хімволокон корпорації Селаніз (Selanese), 1969 (покази в Музеї сучасного мистецтва, Нью-Йорк, без присутності автора).
4. 1976 — Колекція біжутерії на замовлення компанії Яблонекс (покази авторських колекцій одягу та біжутерії в містах Чехословаччини).
5. 1976 — Колекція моделей по російським народним мотивам з іванівських ситців.
6. 1980 — Колекція моделей для збірної СРСР на XXII Олімпійських іграх.
7. 1984 — Колекція моделей для промислової виставки СРСР в Загребі, 1984 (покази без участі автора).
8. 1985 — Колекція моделей для Всесвітньої виставки Експо-1985 Цікубо, Японія, (покази без участі автора).
9. 1986 — Колекція моделей для змішаного показу в рамках Днів культури павільйону СРСР на Всесвітній виставці засобів просування у Ванкувері.
10. 1987 — Колекція моделей «1000-річчя Хрещення Русі», 1987—1988, (покази в Парижі і Нью-Йорку).
11. 1987 — Колекція (напрямна) моделей в рамках ліцензійної угоди з фірмою Інтерторг, 1987 (покази в США).
12. 1987 — Колекція моделей Haute Couture «Тисячоліття хрещення Русі».
13. 1988 — Колекція моделей «Російські сезони в Парижі», 1988, (спільні покази з мадам Карвен в театрі Маріньї, Париж. Отримання права показу колекцій в сезонах Haute Couture).
14. 1988 — Колекція моделей pret-a-porter (спільно з Єгором Зайцевим) для радянської експозиції Всесвітньої виставки «Експо-88», Австралія, Брісбен;
15. 1988 — Колекція моделей для другого спільного показу з мадам Карвен в музеї моди «Галера», Париж. 1988
16. 1988 — Колекція моделей одягу з європейських тканин, шкіри і дублянок в рамках Тижня моди, Мюнхен.
17. 1989 — Колекція моделей чоловічої моди, 1989 (покази на Тижні чоловічої моди у Флоренції).
18. 1989 — В. М. Зайцев визнаний «Людиною року в світі моди».
19. 1990 — Колекція моделей pret-a-porter de luxe «Агонія перебудови».
20. 1990 — Колекція моделей жіночого одягу з вітчизняних тканин (показ і перемога на саміті «П'ять видатних художників моди світу», Токіо).
21. 1991 — Колекція моделей уніформи Національної Гвардії і російської міліції.
22. 1991 — Колекція для міжнародного гала-шоу «Єдина Німеччина», (покази в Берліні).
23. 1992 — Колекція моделей pret-a-porter de luxe «Ностальгія за красою».
24. 1993 — Колекція моделей pret-a-porter de luxe fw 1993/1994 «Мрії».
25. 1994 — Колекція моделей pret-a-porter de luxe fw 1994/1995 «Спогад про майбутнє».
26. 1995 — Колекція моделей pret-a-porter de luxe fw 1995/1996 «Пробудження».
27. 1995 — Колекція моделей pret-a-porter de luxe «Чума».
28. 1996 — Колекція моделей pret-a-porter de luxe «Спокуса».
29. 1996 — Колекція моделей pret-a-porter de luxe fw 1996/1997 «Як молоді ми будемо» (придбаний Музеєм історії Москви).
30. 1997 — Колекція моделей pret-a-porter de luxe fw 1997/1998 «Подія».
31. 1998 — Колекція моделей pret-a-porter de luxe «Гортаючи пам'яті сторінки».
32. 1999 — Колекція моделей pret-a-porter de luxe ss 2000.
33. 1999 — Колекція моделей одягу з хутра pret-a-porter de luxe «Прозріння».
34. 2000 — Колекція моделей pret-a-porter de luxe «Таємниці гармонії».
35. 2000 — Колекція моделей pret-a-porter de luxe ss 2001.
36. 2001 — Колекція моделей pret-a-porter de luxe «Присвята».
37. 2001 — Колекція моделей pret-a-porter 2002.
38. 2001 — Колекція моделей Haute Couture 2002.
39. 2002 — Колекція моделей pret-a-porter de luxe «Навала».
40. 2002 — Колекція моделей pret-a-porter de luxe fw 2002/2003.
41. 2003 — Колекція моделей pret-a-porter de luxe «Дивертисмент».
42. 2003 — Колекція моделей pret-a-porter 2004.
43. 2004 — Колекція моделей pret-a-porter de luxe «Ностальгія за часами пішли…»
44. 2004 — Колекція моделей pret-a-porter de luxe ss 2005 «Імпровізація».
45. 2005 — Колекція моделей pret-a-porter de luxe «Таємниці Спокуси».
46. 2005 — Колекція моделей pret-a-porter de luxe 2006.
47. 2006 — Колекція моделей Haute Couture «Зупинися мить…»
48. 2006 — Колекція моделей pret-a-porter de luxe ss 2006 «Гра з…»
49. 2006 — Колекція моделей pret-a-porter de luxe ss 2007.
50. 2006 — Колекція моделей pret-a-porter de luxe fw 2006/2007 «Фантасмагорії».
51. 2007 — Колекція моделей pret-a-porter de luxe «Росії присвячується».
52. 2007 — Колекція моделей pret-a-porter de luxe «Світлотіні».
53. 2007 — Колекція моделей pret-a-porter de luxe ss 2008 року «З коханими не розлучайтеся…»
54. 2007 — Колекція моделей pret-a-porter de luxe fw 2007/2008 «Очікування змін».
55. 2007 — Колекція моделей pret-a-porter de luxe «Фантасмагорії».
56. 2008 — Колекція моделей pret-a-porter de luxe ss 2009.
57. 2008 — Колекція моделей pret-a-porter de luxe fw 2008/2009 «Витоки».
58. 2009 — Колекція моделей Haute Couture "Російський модерн. Третє тисячоліття ".
59. 2009 — Колекція моделей pret-a-porter de luxe ss2010 року «Всупереч!»
60. 2009 — Колекція моделей pret-a-porter de luxe fw 2009/2010.
61. 2010 — Колекція моделей pret-a-porter de luxe fw 2010/2011 «Метаморфози».
62. 2010 — Колекція моделей pret-a-porter de luxe fw 2010/2011 «Прорив».
63. 2011 — Колекція моделей pret-a-porter de luxe fw 2011/2012 «Повний місяць».
64. 2011 — Колекція моделей pret-a-porter de luxe ss 2012 «Spring Classic».
65. 2012 — Колекція моделей pret-a-porter de luxe fw 2012/2013 «Асоціації».
66. 2012 — Колекція моделей pret-a-porter de luxe ss 2013 «Ностальгія».
67. 2013 — Колекція моделей pret-a-porter de luxe fw 2013/2014 «Ностальгія-2».
68. 2013 — Колекція моделей pret-a-porter de luxe ss 2014 «На роздоріжжі».
69. 2013 — Колекція моделей Haute Couture 2014.
70. 2014 — Колекція моделей pret-a-porter de luxe fw 2014/2015 «Імпровізація. 1990-ті…»
71. 2014 — Колекція моделей pret-a-porter de luxe ss 2015 „З минулого в майбутнє“.
72. 2015 — Колекція моделей pret-a-porter de luxe fw 2015/2016 „Ноктюрн“.
73. 2015 — Колекція моделей pret-a-porter de luxe ss 2016 „Візерунки життя“.
74. 2016 — Колекція моделей pret-a-porter de luxe „Золотий вік“.
75. 2016 — Колекція (круїзна) моделей pret-a-porter de luxe ss 2016 „Екзерсис“.

## Педагогічна та просвітницька діяльність
- 1976 — доцент кафедри моделювання одягу факультету прикладного мистецтва Московського технологічного інституту — нині Російського державного університету туризму і сервісу (Вища школа дизайну).
- 1992—1996 — професор кафедри моделювання одягу факультету прикладного мистецтва Московського технологічного інституту — нині Російського державного університету туризму і сервісу (Вища школа дизайну).
- 1993 — творець і голова журі щорічного конкурсу „Текстильний салон“, Іваново.
- 1994 — творець і голова журі щорічного конкурсу професійних модельєрів ім. Надії Ламанової, Москва.
- 1994 — творець і голова журі щорічного конкурсу дитячих театрів моди „золота голка“, Москва, Росія.
- 1994 — творець і голова журі постійно діючого конкурсу молодих модельєрів і художників костюма „Екзерсіс“.
- 1995 — творець, художній керівник і голова журі щорічного конкурсу „Оксамитові сезони в Сочі“.

## Театральні роботи
Значну і багаторічну область творчої діяльності В. М. Зайцева становить Театральний костюм, Сценографія, Театральний плакат. Для понад двох десятків вистав столичних театрів В. М. Зайцев виконав сценічні костюми: Театр сатири („Божевільний день, або Одруження Фігаро“, „Її світлість“), МХАТ („Останні“, „Ця дивна місіс Севідж“, „Все скінчено“), Театр імені Вахтангова („Принцеса Турандот“, „Березневі іди“, „Річард III“), Театр імені Моссовета („Серце Луїджі“), „Сучасник“(„Три сестри“, „Вишневий сад“, „Анфіса“, „Лоренцаччо“, „Хто боїться Вірджинії Вулф?“), „Ромен“ („Здрастуй, Пушкін“, „Ми — цигани“). У 2013 році В'ячеслав Зайцев створив костюми до вистави „Пікова дама“, режисер Андрій Житинкін, Малий театр.
В. М. Зайцев створив костюми до ряду вистав театрів інших міст, в тому числі, для Театру балету „Ермітаж“ у Санкт-Петербурзі.
У 1981 р. для постановки Галиною Волчек чеховського спектаклю „Вишневий сад“ у НДР (м. Веймар) та в Угорщині (м . Будапешт), В. М. Зайцев був запрошений як художник по костюмах; до цих же вистав він виконав і театральні плакати.
В'ячеслав Зайцев є творцем унікальних костюмів до авангардного спектаклю» Лесбіяночки шуму цунамі " за п'єсою Михайла Волохова преса [Архівовано 5 лютого 2019 у Wayback Machine.]

### Сценографія
1. 1963 — костюми до вистави «Принцеса Турандот», Театр імені Євгена Вахтангова.
2. 1965 — костюми до вистави «серце Луїджі», Театр імені Моссовета.
3. 1966 — костюми до вистави « ця дивна міс Севідж», МХАТ.
4. 1967 — костюми до кінофільму «Фокусник».
5. 1971 — костюми до кінофільму «Тримайся за хмари».
6. 1973 — костюми до вистави «Божевільний день, або Одруження Фігаро», Театр Сатири.
7. 1976 — костюми до вистави «Річард III», Театр імені Євгена Вахтангова.
8. 1978 — костюми До телефільму «Безіменна зірка».
9. 1979 — костюми до кінофільму "Готель «Біля загиблого альпініста» (фільм) (виробництво студії «Талліннфільм»).
10. 1979 — костюми до вистави «Її світлість», Театр Сатири.
11. 1980 — костюми до вистави «Все скінчено», МХАТ.
12. 1981 — костюми до вистави «Останні», МХАТ.
13. 1982 — костюми до вистави «Вишневий сад», «Сучасник».
14. 1986 — костюми до вистави «Лоренцаччо», «Современник».
15. 1988 — костюми до мюзиклу «Софістікейтед лейдіз» на музику Дюка Еллінгтона, Бродвей, Нью-Йорк.
16. 1990 — костюми до вистави «Анфіса», «Сучасник».
17. 1991 — костюми до вистави «Березневі іди», Театр імені Євгена Вахтангова.
18. 1991 — костюми до вистави «хто боїться Вірджинії Вульф?», «Сучасник».
19. 2001 — костюми до вистави «Три сестри», Театр Сучасник.
20. 2015 — костюми до вистав Державного Малого театру: «Пікова Дама», «Маскарад», «Молодість Людовика XIV».

Також на рахунку В'ячеслава Михайловича сценічні костюми Мусліма Магомаєва, Йосипа Кобзона, Тамари Синявської, Едіти П'єхи, Олександри Стрельченко, Людмили Зикіної, Алли Пугачової, Філіпа Кіркорова, Юліан, ансамбль «Гайя», «Машина часу», «На-на».

## У рекламі
- M&M's (1998)[11]
- Кава «Гранд» (2001)[12]

## Нагороди та звання
- Орден За заслуги перед Вітчизною IV ступеня (1998)
- Орден «Знак Пошани» (14 Листопада 1980 року) — за велику роботу з підготовки та проведення Ігор XXII Олімпіади[13]
- Медаль За трудову доблесть (1974)
- Медаль Ветеран праці (1983)
- Золота медаль ВДНГ (1983)
- Народний художник Російської Федерації (2006)
- Почесне звання «Заслужений діяч мистецтв РРФСР» (11 лютого 1991 року) — За заслуги в галузі дизайну моди і багаторічну плідну роботу з пропаганди мистецтва моделювання одягу[14]
- Лауреат Державної премії Російської Федерації (1996) — в галузі дизайну; за колекції одягу «Спогад про майбутнє» та « Пробудження»[15].
- Премія президента Російської Федерації в галузі літератури і мистецтва 2003 року[16]
- Двічі лауреат премії Уряду Росії (2009, 2010)
- Почесний громадянин Парижа
- Почесний громадянин Щелковського муніципального району Московської області
- Академік РАМ (2007)
- Медаль ордена Івана Калити (Московська область)[17]
- Медаль «За віру і подвижництво», Загальноросійського громадського руху сприяння духовному розвитку населення «за державність і духовне відродження Святої Русі» (2015)
- Нагрудний знак Міністерства культури Російської Федерації за внесок у російську культуру" (2018 рік)[18].

## Примітка
1. 1 2  Чеська національна авторитетна база даних
2. 1 2  Вячеслав Зайцев: нормальный человек на моём месте давно бы умер. Архів оригіналу за 7 жовтня 2021. Процитовано 2 червня 2021.
3. ↑  Слава Зайцев. Группа «Интеграл»: «Идти наперекор …». Архів оригіналу за 28 січня 2015. Процитовано 24 січня 2015.
4. ↑  Почему Зайцев покинул «Модный приговор»?. Комсомольская правда. 16 липня 2009. Архів оригіналу за 8 жовтня 2021. Процитовано 2 червня 2021.
5. ↑  «Эконика» выносит «Модный приговор». Эконика. 12 листопада 2007. Архів оригіналу за 2 квітня 2015. Процитовано 26 березня 2015.
6. ↑  Шоу «Модный приговор»: Вячеслав Зайцев вернул к жизни 200 человек. Комсомольская правда. 22 травня 2008. Архів оригіналу за 9 серпня 2020. Процитовано 2 червня 2021.
7. ↑  В Воронеже Вячеслав Зайцев влюбился в Марью и Забаву. Комсомольская правда. 19 травня 2009. Архів оригіналу за 12 січня 2018. Процитовано 2 червня 2021.
8. ↑  5 сентября 2017 года в ТАСС Вячеслав Зайцев представил книгу «Мода. Мой дом». Podium.life. 5 вересня 2017. Процитовано 18 листопада 2017.
9. ↑  Страдающий болезнью Паркинсона Вячеслав Зайцев потерял способность самостоятельно передвигаться по дому. Вокруг ТВ. 28 липня 2020. Архів оригіналу за 26 червня 2021. Процитовано 2 червня 2021.
10. ↑  Михалкова показала Зайцева, пораженного болезнью Паркинсона: Яндекс. Новости. Архів оригіналу за 26 червня 2021. Процитовано 2 червня 2021.
11. ↑  M&M's — Mannequin parade (Russia, 1998) — YouTube
12. ↑  Рекламное агентство ART UNION запустило очередной этап рекламной кампании кофе «Гранд». Всё о кофе. Архів оригіналу за 25 квітня 2021. Процитовано 2 червня 2021.
13. ↑  Указ Президиума Верховного Совета СССР от 14 ноября 1980 года № 3301-X «О награждении орденами и медалями СССР работников, наиболее отличившихся при подготовке и проведении Игр XXII Олимпиады»
14. ↑  Указ Президиума Верховного Совета РСФСР от 11 февраля 1991 года «О присвоении почетного звания „Заслуженный деятель искусств РСФСР“ Зайцеву В. М.». Архів оригіналу за 21 травня 2021. Процитовано 2 червня 2021.
15. ↑  Указ Президента Российской Федерации от 27.05.1996 г. № 779 «О присуждении Государственных премий Российской Федерации в области литературы и искусства 1995 года» [Архівовано 28 березня 2018 у Wayback Machine.] // Официальный сайт Кремля / www.kremlin.ru
16. ↑  Указ Президента Российской Федерации от 13 февраля 2004 г. № 194 «О присуждении премии Президента Российской Федерации в области литературы и искусства 2003 года»
17. ↑  Постановление губернатора Московской области от 26 февраля 2008 года № 10-ПГ. Архів оригіналу за 7 жовтня 2021. Процитовано 2 червня 2021.
18. ↑  Мединский вручил госнаграды деятелям культуры. Архів оригіналу за 5 квітня 2018. Процитовано 2 червня 2021.